# Fallopia sachalinensis
Fallopia sachalinensis (musaraña gigante o musaraña de Sajalín  japonés オオイタドリ ooitadori, ruso Горец сахалинский, Гречиха сахалинская; sin. Polygonum sachalinense F.Schmidt, Reynoutria sachalinensis (F.Schmidt) Nakai) es una especie de Fallopia indígena de Asia nororiental, en Japón del norte (Hokkaidō, Honshū) y el lejano este de Rusia (Sakhalin y el sur de Kurile Islas).

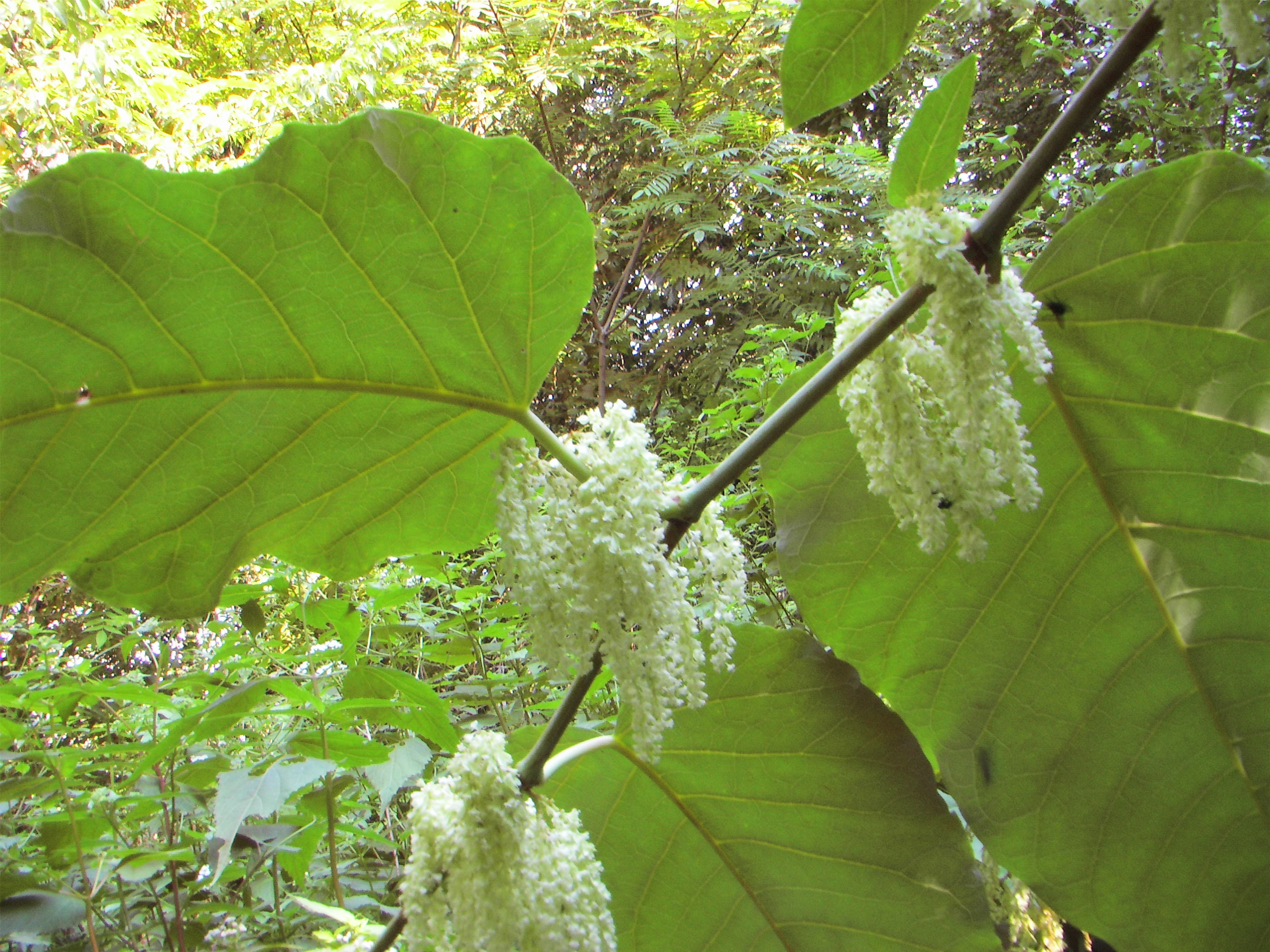
Raíz e inflorescencia

Fallopia sachalinensis es una planta herbáceaperenne que alcanza 2 a 4 m de altura, con fuertes, y extensamente extendidos rizomas que forman grandes colonias. Las hojas son de las más grandes en la familia, hasta 15 a 40 cm de longitud y 10 a 28 cm de ancho, acorazonadas, ligeramente cerosas, márgenes crenados. Flores pequeñas, en panículas cortas , densas hasta de 1 dm de largo;  es ginodioico, con flores macho (estériles) y hembra en plantas separadas. La especie se relaciona con la musaraña japonesa, Fallopia japonica, y puede ser distinguido de él por su mayor tamaño, y en sus hojas con base acorazonada y márgenes crenados. Fallopia sachalinensis tiene una anotación de cromosomas de 2n=44.

## Cultivo y usos

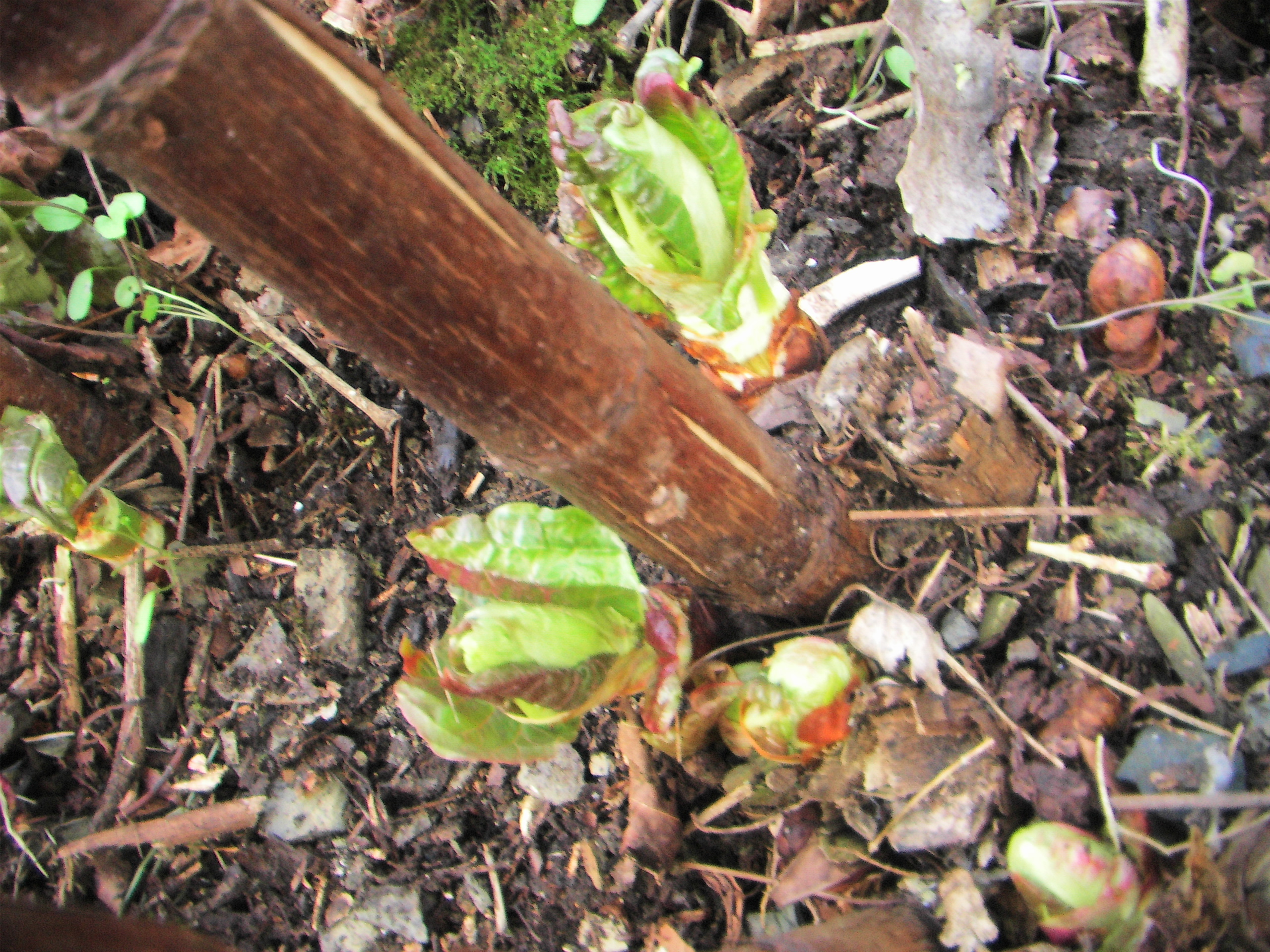
Brotes comestibles

Los brotes son tiernos y comestibles. Fue introducida a Europa y crece en muchos jardines botánicos. Se comenzó a notar aproximadamente en 1893, cuándo una sequía en Europa occidental causó una escasez de forraje para ganado. Esta planta fue poco afectada, y sus brotes tiernos y hojas fueron comidos por la hacienda, así la planta fue ampliamente experimentada como cultivo forrajero. Se ha probado ser menos útil que lo pronosticado, y su cultivo deliberado ha sido casi enteramente abandonado. Y, como F. japonica, es una maleza invasora en varias áreas.
Se hibrida con Fallopia japonica en cultivo; el híbrido, Fallopia × bohemica (Chrtek & Chrtková) J.P.Bailey, es frecuentemente encontrado en las islas británicas y en otros lugares.
Extractos de esta planta pueden ser utilizados como protector de ciertas enfermedades fúngicas y bacteriales.